# Janine Belton
Janine Belton (Reino Unido, 23 de noviembre de 1979) es una nadadora británica retirada especializada en pruebas de estilo libre media distancia, donde consiguió ser campeona mundial en 2001 en los 4x200 metros estilo libre.

## Carrera deportiva
En el Campeonato Mundial de Natación de 2001 celebrado en Fukuoka ganó la medalla de oro en los relevos de 4x200 metros estilo libre, con un tiempo de 7:58.69 segundos, por delante de Alemania (plata con 8:01.35 s) y Japón (bronce con 8:02.97 segundos).